# チットールガル城
チットールガル城（英語：Chittor Fort、Chittorgarh ）とは、インド共和国ラージャスターン州にある国内最大の城の一つである。garh は城を意味することから、チットール城とも呼ばれる。
2013年に開催された第37回世界遺産委員会でラージャスターンの丘陵城塞群に含まれる形で世界遺産に登録された。メーワール王国の首都であったチットールガルに建てられた歴史的な宮殿、門、寺院、2つの有名な記念塔を含む要塞である。
麓の町にはインド最大のラージプートの祭り「Jauhar Mela」が年中行事として伝わり、一族の武勲をたたえ度重なるジョウハルで落命した人々を悼む。

## 歴史
7世紀にはじまり、メーワール王国によって支配された。9世紀から始まったパラマーラ朝に移った。1303年に、デリー諸王朝ハルジー朝のアラー・ウッディーン・ハルジーが、チットールガル城に籠城したメーワール王国国王ラタン・シングを打ち破り占領した。メーワール王国がその後再興するものの1535年にグジャラート・スルターン朝のバハードゥル・シャーによって城が占領された。しかし、その直後にムガル帝国が撃退した。
1567年に、メーワール国王ウダイ・シング2世がムガル帝国アクバルへの服従を拒み続けたことから包囲戦が行われ落城した。この時、防御側の全ての兵士は儀式的に死兵となって突撃する saka を行い殉死し、女たちはジョウハル（自害）したとされる。
1616年に講和が行われ、アマル・シングに返却された。

## ギャラリー

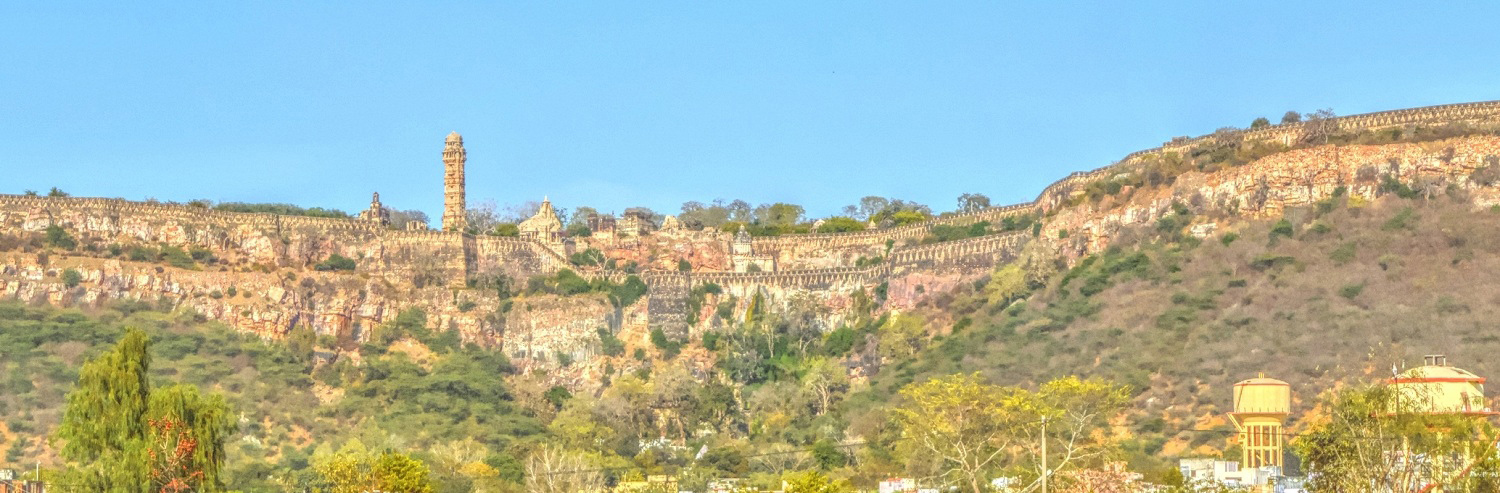
市街側から見た城

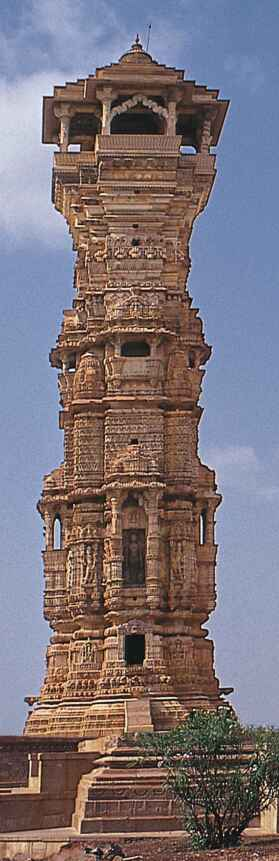
キルティ・スタンバ（英語版）（名誉の塔）
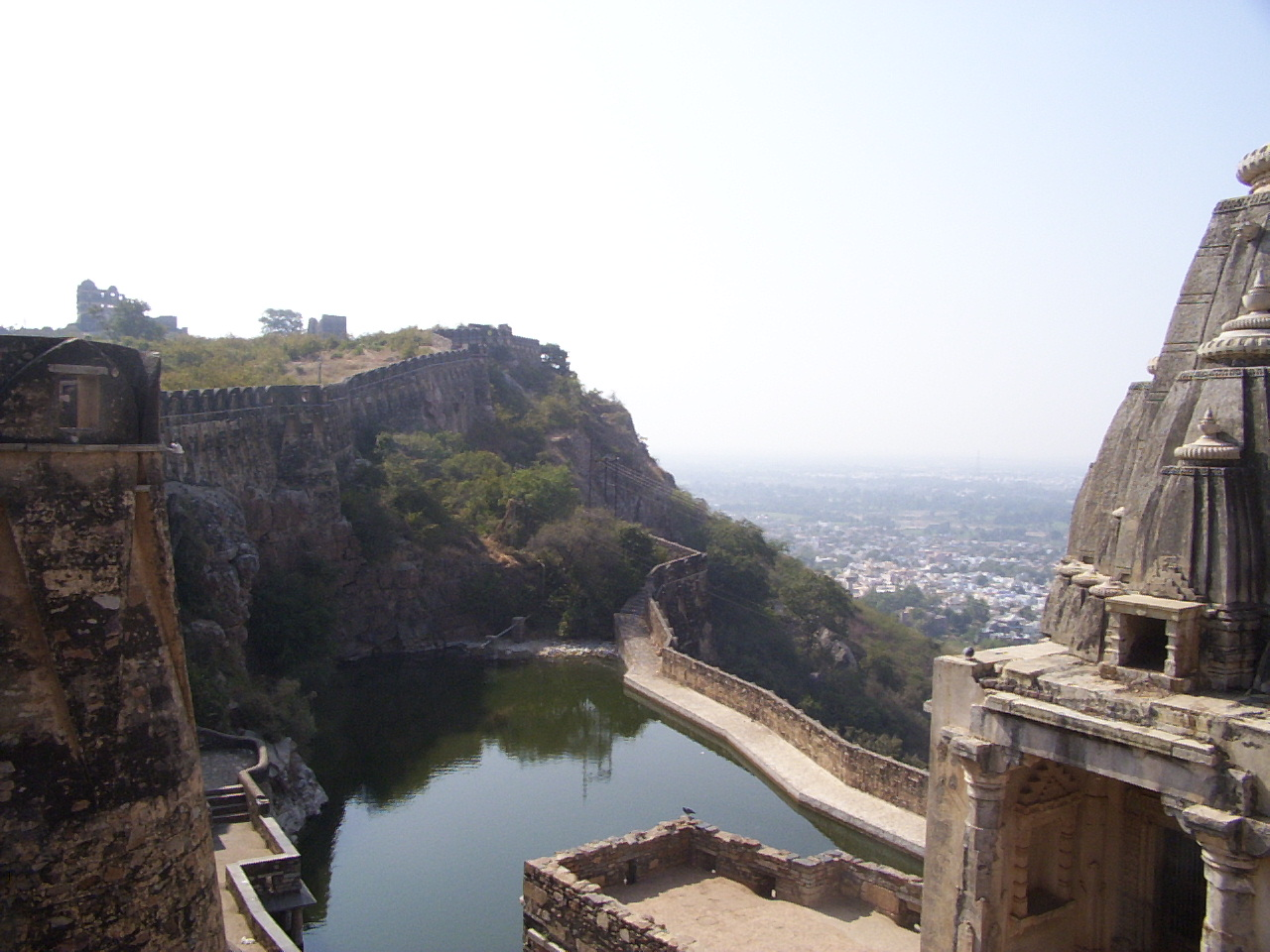
貯水池
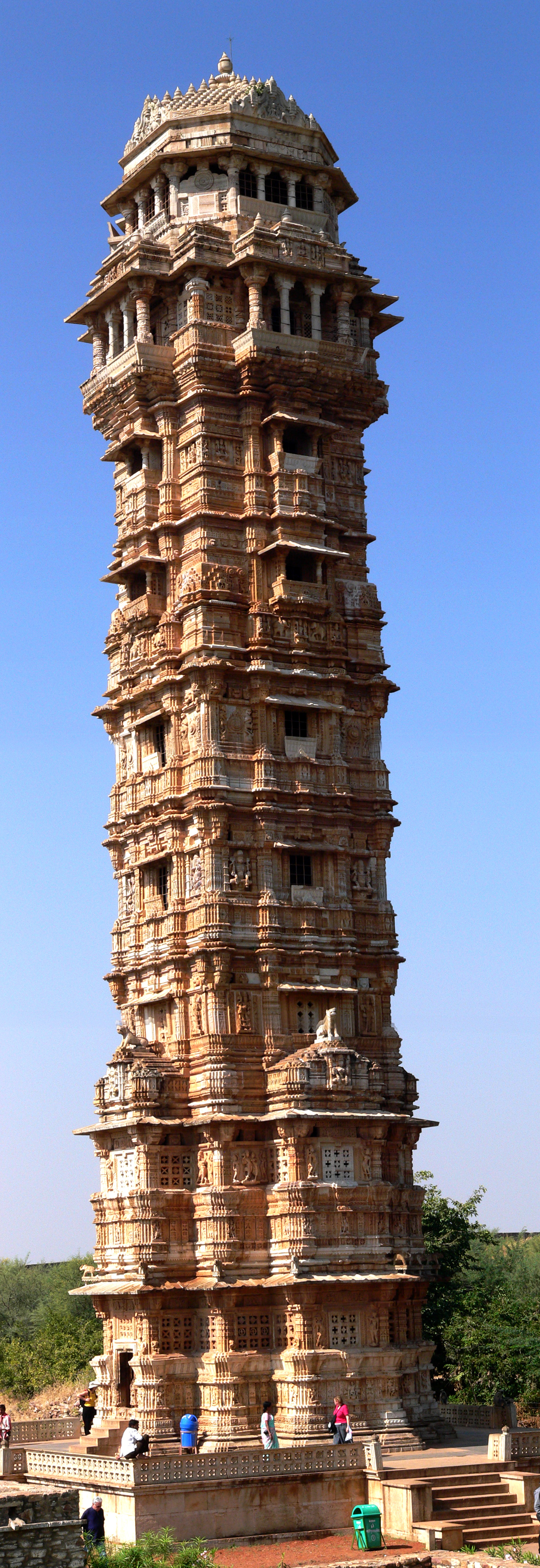
ヴィジャイ・スタンバ（英語版）（勝利の塔）
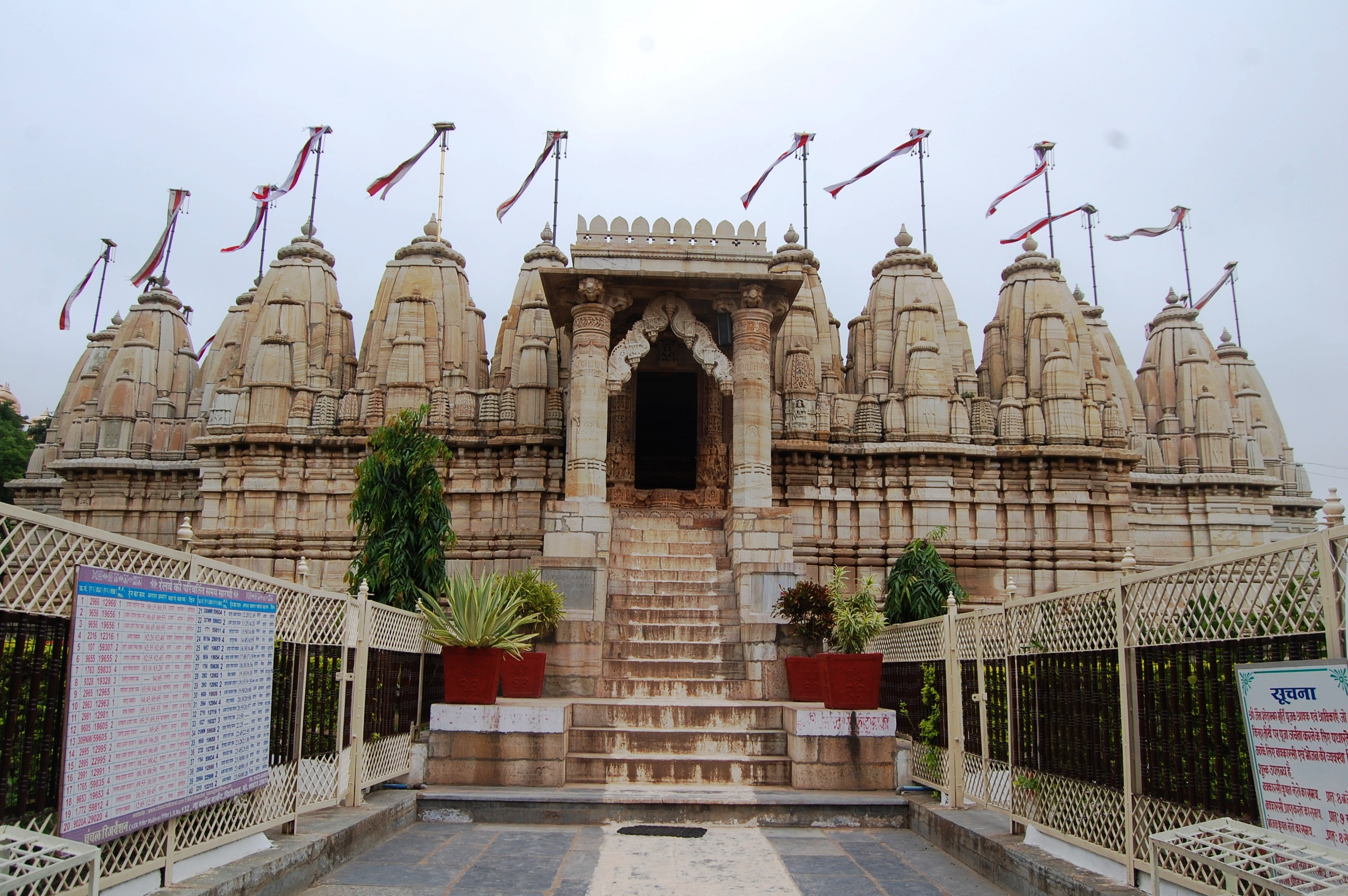
ジャイナ教の神殿 Sathis Deori Jain temple
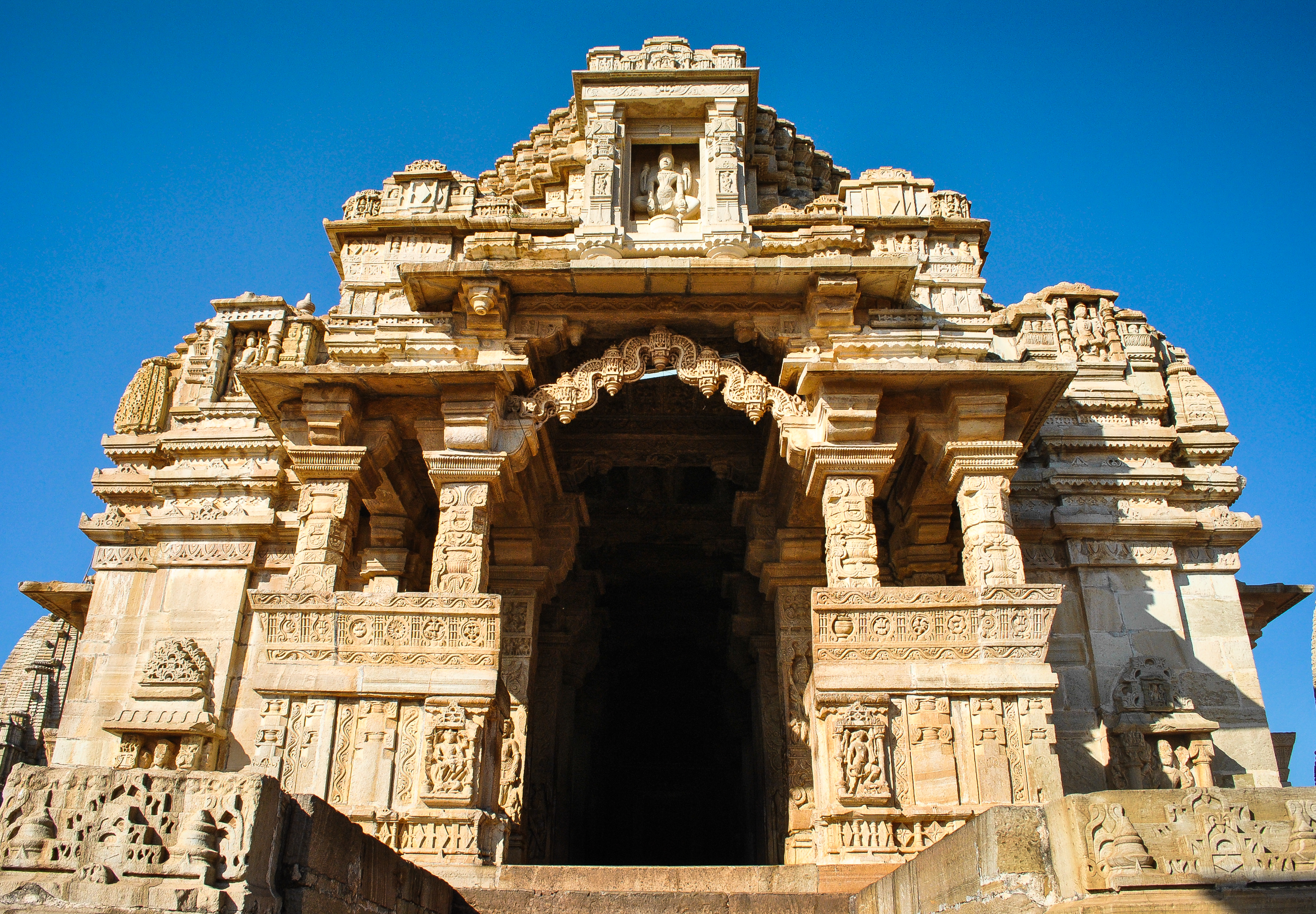
ジャイナ教の神殿

## 関連文献
- Banarsi Prasad Saksena (1992). “The Khaljis: Alauddin Khalji”. In Mohammad Habib and Khaliq Ahmad Nizami. A Comprehensive History of India: The Delhi Sultanat (A.D. 1206-1526). 5 (Second ed.). The Indian History Congress / People's Publishing House. OCLC 31870180
- D. C. Ganguly (1957). “Northern India During The Eleventh and Twelfth Centuries”. In R. C. Majumdar. The Struggle for Empire. The History and Culture of the Indian People. Bharatiya Vidya Bhavan. OCLC 26241249
- G.H.R Tillotson (1987) [1987]. The Rajput Palaces - The Development of an Architectural Style (Hardback) (First ed.). New Haven and London: Yale University Press. p. 224 pages. ISBN 0-300-03738-4
- George Michell; Antonio Martinelli (2005) [2005]. The Palaces of Rajasthan. London: Frances Lincoln. p. 271 pages. ISBN 978-0-7112-2505-3
- Kishori Saran Lal (1950). History of the Khaljis (1290-1320). Allahabad: The Indian Press. OCLC 685167335
- Paul E. Schellinger; Robert M. Salkin, eds (1994). International Dictionary of Historic Places: Asia and Oceania. 5. Routledge/Taylor & Francis. ISBN 9781884964046
- R. C. Majumdar (1977). Ancient India. Motilal Banarsidass. ISBN 9788120804364
- Ram Vallabh Somani (1976). History of Mewar, from Earliest Times to 1751 A.D.. Mateshwari. OCLC 2929852
- Satish Chandra (2004). Medieval India: From Sultanat to the Mughals-Delhi Sultanat (1206-1526) - Part One. Har-Anand Publications. ISBN 9788124110645
- Shiv Kumar Tiwari (2002). Tribal Roots of Hinduism. Sarup & Sons. ISBN 9788176252997
- Viven Crump; Irene Toh (1996). Rajasthan (hardback). New York: Everyman Guides. p. 400. ISBN 1-85715-887-3